# Orange (virksomhed)
 For alternative betydninger, se Orange (flertydig). (Se også artikler, som begynder med Orange)
Orange S.A. (tidligere France Télécom) er en fransk telekommunikationsvirksomhed, der på hjemmemarkedet er markedsledende og i Europa tredjestørst. Virksomheden omsætter for 53,5 mia. euro (2008) og beskæftiger 182.790 ansatte, hvoraf halvdelen arbejder i Frankrig. Hovedsædet er beliggende i Paris, hvor Orange S.A. også er noteret på Euronext. I alt har virksomheden 174 mio. kunder over hele verden. Virksomheden afsluttede navneskiftet til Orange i juli 2013.

## Historie

### France Télécom
France Télécom blev dannet i 1988 af det tidligere Direction Générale des Télécommunications; et direktorat under post- og teleministeriet. Virksomheden blev selvstyrende i 1990 og privatiseret under Lionel Jospins regering i 1998. Staten beholdt, direkte og gennem holdingselskabet ERAP, 27 procent af aktierne i selskabet. I 2000 overtog France Télécom mobilselskabet Orange, der på daværende tidspunkt var aktiv på det danske marked. I 2003 solgte man 48 procent af aktierne i Telecom Argentina, der tidligere var ejet sammen med Telecom Italia, og i 2005 overtog France Télécom 77 procent af det spanske mobilselskab Amena og omdøbte det til Orange España.

### Orange
Orange blev grundlagt i England i april 1994. Selskabet blev børsnoteret på Nasdaq og London Stock Exchange den 2. april 1996, og hovedaktionærerne blev Hutchison Whampoa (49%) og British Aerospace (25%). I 1999 solgte Hutchison sin aktiepost til tyske Mannesmann AG, der derefter købte de restende aktier i selskabet, hvorefter selskabet i februar 2000 blev afnoteret.
I mellemtiden var Mannesmann dog selv blevet købt af det britiske mobiltelefonselskab Vodafone. EU-kommissionen og de britiske konkurrencemyndigheder forlangte dog, at Orange blev solgt fra. Selskabet blev således i maj 2000 solgt til France Télécom, der blev eneejer af selskabet. I 2006 skiftede hele France Telecom navn til Orange.

## Orange i Danmark
Orange havde en periode med aktiviteter i Danmark. I starten med selskabet Mobilix, der gik i kommerciel drift i april 1998 under ledelse af Monique Moullé-Zetterström. Selskabet blev markedsført med en storstilet imagekampagne med sloganet samtale fremmer forståelsen.
Selskabet var blevet tildelt licens til at udbyde GSM1800-mobiltelefoni. Man indgik desuden en roamingaftale med Sonofon, således at Mobilix' kunder havde mulighed for at telefonere i områder af landet, hvor selskabet ikke selv havde dækning. Udover mobiltelefoni udbød selskabet også internetadgang.
54% af Mobilix var på dette tidspunkt ejet af France Télécom og 32% af fem finansielle institutioner. De resterende 14% ejedes af den offentlige institution Banestyrelsen, som den 18. april 1998 blev delejer mod at give selskabet brugsret til sit landsdækkende datanetværk, der bestod i 11.000 km fibre langs de danske banestrækninger. Selskabet indgik ligeledes en aftale med Københavns Kommune om brug af dennes datanetværk på 4.000 km fibre.
Som følge af France Télécoms køb af Orange fra Vodafone, skiftede Mobilix i maj 2001 navn til Orange.
I 2004 blev mindretalsaktionærerne købt ud, og Orange var herefter 100% ejet af France Télécom.
Orange formåede aldrig at skabe overskud i Danmark, og de danske aktiver blev derfor i 2004 solgt til TeliaSonera, der var repræsenteret i Danmark under navnet Telia, hvorefter navnet Orange udgik.

## Fodnoter
1. ↑  Navnet er anført på bokmål og stammer fra Wikidata hvor navnet endnu ikke findes på dansk.
2. ↑  Navnet er anført på engelsk og stammer fra Wikidata hvor navnet endnu ikke findes på dansk.
3. ↑  July-2013 "France Telecom to become Orange on 1 July 2013". Orange. 28. maj 2013. Hentet 22. juli 2016. {{cite web}}: Tjek |url= (hjælp)CS1-vedligeholdelse: url-status (link)
4. ↑  France Telecom changes name to Orange - FT.com